# عمر عبد الرحمن
شیخ عمر عبد الرحمن (زاده ۳ مه ۱۹۳۸ – درگذشته ۱۸ فوریهٔ ۲۰۱۷ (۷۸ سال) معروف به شیخ نابینا در منابع انگلیسی، رهبر نابینای مسلمان مصری بود که تا زمان مرگ دوره محکومیت حبس ابد خود را در زندان فدرال باتنر در کارولینای شمالی، آمریکا می‌گذراند. عبدالرحمان که قبلاً در نیویورک بود به همراه نه نفر دیگر محکوم به توطئه فتنه‌گرانه شدند. این نوع محکومیت حتی با طراحی عملیات موجب دستگیری می‌شود. تعقیب قانونی عبدالرحمان از طرح بمب‌گذاری سال ۱۹۹۳ در مرکز تجارت جهانی شروع شد.
عبدالرحمان متهم به رهبری جنبش اسلام‌گرایی جامعه اسلامی مصر شد که توسط ایالات متحده و مصر جنبش تروریستی شناخته می‌شود. جنبش جامعه اسلامی مصر مسئول بسیاری از اقدامات خشونت‌آمیز از جمله قتل‌عام اقصر در نوامبر ۱۹۹۷ که موجب کشته شدن ۵۸ توریست خارجی و ۴ مصری شد، است. عمر عبدالرحمن در ۱۸ فوریه ۲۰۱۷ در سن ۷۸ سالگی درگذشت. او دانش آموخته دانشگاه معتبر مذهبی الازهر قاهره مصر بود.

## جوانی
عبدالرحمان در شهر جمالیه، استان دقهلیه مصر در روز ۳ می ۱۹۳۸ زاده شد. در ۱۰ ماهگی چشم خود را در اثر دیابت از دست داد. در کودکی شروع به یادگیری خط بریل قرآن کرد و در سن ۱۱ سالگی حافظ و به مدرسه شبانه‌روزی فرستاده شد. او به کارهای ابن تیمیه و سید قطب که از طرفداران اسلام بودند علاقه‌مند شد. او در رشته الهیات دانشگاه مصر تحصیل کرد و پس از مدتی دکترای خود را از دانشگاه معتبر دانشگاه الازهر در رشته تفسیر گرفت. مدتی کوتاه پس از خارج شدن از دانشگاه، شروع به سخنرانی‌هایی بر ضد رژیم سکولار جمال عبدالناصر کرد. عبدالرحمان تبدیل به یکی از اولین روحانیان مسلمانی شد که حکومت سکولاریسم مصر را محکوم کرد.

## خانواده
عمر دو زن دارد که برای او ۱۰ فررند به دنیا آورده‌اند: عایشه حسن گودا (۷ پسر) و عایشه زهدی (۳ فرزند). تنی چند از پسران او به اسم‌های عبدالله، احمد، محمد عمر عبدالرحمان و عاصم عبدالرحمان هستند. محمد در سال ۲۰۰۳ در پاکستان دستگیر و پس از مدتی به مصر استرداد شد. او در سال ۲۰۱۰ آزاد شد. احمد در سال ۲۰۱۱ بر اثر حمله پهپاد در افغانستان کشته شد.